# Centro (motorfiets)
Centro is een historisch Nederlands merk van fietsen, bromfietsen en scooters. De productie vond plaats bij de Centrale Werkplaats nv, van 1954-1957 Centro Fabrieken genoemd, te Schiedam.

## Werkplaats
De Centrale Werkplaats nv in Schiedam was van oorsprong een framebouwerij. Rijwielhandelaren konden er hun kale frames bestellen, die ze dan zelf afmonteerden en onder een eigen merk op de markt brachten. Het bedrijf was gevestigd in een voormalige distilleerderij aan de Buitenhavenweg in Schiedam. Het was een sterk seizoensgebonden bedrijf, hetgeen inhield, dat de personeelsbezetting varieerde tussen de 40 en ruim 100 werknemers. 
Toen er steeds meer vraag kwam naar bromfietsen werden in opdracht van R.S. Stokvis en Zonen ook de RAP-bromfiets geproduceerd.

## Fabriek
In die tijd was bedrijf eigendom van de familie Oudshoorn waarvan verschillende leden bij de firma werkzaam waren. In 1955 werd een nieuwe fabriek gebouwd aan de Jan van Riebeekweg.
Vanaf 1954 ontwikkelde Centro fietsen, bromfietsen en scooters, Aanvankelijk had directeur Van Neede het plan een bromscooter te maken, maar omdat het vanaf 1953 wettelijke verplicht was dat een bromfiets trappers had, liet hij dit plan varen. Hij kocht in 1954 bij de ILO-fabriek in het Duitse Pinneberg 12 motorblokjes. Datzelfde jaar nog kwam men op de markt met een scooter voorzien van een 118 cc ILO-motorblok. Het frame was uiteraard in eigen bedrijf geproduceerd, het plaatwerk kwam bij carrosseriefabriek Verheul in Waddinxveen vandaan, de verlichting was van Hella en de banden waren ingekocht bij Pirelli. 
In 1955 was dit scootermodel alweer verdwenen. Na de proefserie van 12 scooters bleek het project financieel niet haalbaar, hoewel men enthousiaste reacties van kopers kreeg. Nadat de scooterproductie was beëindigd werd alle aandacht gericht op de productie van de Centro bromfiets, later op de "dubbelzitter" en de triporteur. De Centro bromfietsen hadden een 50 cc HMW-motor. De triporteur kon "kaal" worden afgeleverd, of voorzien zijn van een laadbakje. Een behoorlijk aantal van deze gemotoriseerde bakfietsen werd  geëxporteerd naar India.
Het einde van het bedrijf kwam kort na een verhuizing naar de het nieuwe industrieterrein Spaanse Polder. Oorzaak was een sterke daling van de bromfietsverkoop. Bromfietsen werden in die tijd vaak op afbetaling gekocht, maar de overheid verhoogde de verplichte eerste aanbetaling drastisch. 